# Стратегічне командування НАТО з операцій
Стратегічне командування НАТО з операцій, (СКО) (англ. NATO strategic command for operations) відповідає за всі операції НАТО, незалежно від району їх проведення. Воно розташоване в штабі Верховного головнокомандувача об'єднаними збройними силами НАТО в Європі поблизу міста Монс (Бельгія).
Стратегічне командування НАТО з операцій (СКО) — одне з двох стратегічних командувань Північноатлантичного союзу, що знаходяться на чолі структури органів військового управління НАТО, друге — Командування з трансформації об'єднаних збройних сил НАТО. Структура органів військового управління в НАТО будується за функціональним, а не географічним принципом. Існує три командних рівня: стратегічний, оперативний і рівень виду ЗС.

## Структура органів військового управління

### Стратегічний рівень
Командування на стратегічному рівні очолює Верховний головнокомандувач ОЗС НАТО в Європі, котрий одночасно обіймає ще одну посаду — командувача Європейського командування США. Багато із завдань, виконуваних ним на обох посадах, збігаються за територіальною ознакою. ВГК ОЗС НАТО підпорядкований Військовому комітету, загальне політичне керівництво яким здійснює Північноатлантична рада і Група ядерного планування (ГЯП).

### Оперативний рівень
Оперативний рівень складається з двох постійних командувань НАТО: в місті Бранссум (Нідерланди) і Неаполі (Італія). Обидва командування можуть керувати операціями безпосередньо зі своїх штабів або створювати штаб багатонаціональної об'єднаної оперативно-тактичної групи (БООТС) сухопутного базування. Існує також потужний постійний, але менший за масштабом Об'єднаний штаб в Лісабоні (Португалія), на основі якого може розгортатися штаб БООТС морського базування.

### Тактичний рівень
Тактичний рівень складається з шести командуваннь, кожне з яких відповідає певному виду ЗС (СВ, ВМС і ВПС) і забезпечує відповідну підтримку на оперативному рівні.

## Майбутня структура органів військового управління
Відповідно до плану реформ, прийнятого у червні 2011 року, обидва стратегічних командування — стратегічне командування з операцій і командування з трансформації об'єднаних сил НАТО — будуть збережені, а зв'язок з організаційною структурою сил НАТО — укріплений.